# CSI (франшиза)
CSI (Crime Scene Investigation) — медіа-франшиза американських телесеріалів, створених Ентоні Е. Цуйкером. Перші три серії CSI слідують за роботою вчених-криміналістів, коли вони розкривають обставини загадкових смертей, а четверта серія, CSI:Кіберпростір, акцентує увагу на поведінковій психології та як її можна застосувати до кіберкриміналістики.
CSI: Місце злочину почалося 6 жовтня 2000 року і тривало п'ятнадцять повних сезонів. У головних ролях (у різний час) Вільям Петерсен, Тед Денсон, Марг Хельгенбергер, Елізабет Шу та Лоуренс Фішберн завершив свій показ двогодинним фіналом під назвою «Безсмертя» 27 вересня 2015 року. Оригінальні головні герої серіалу, Гіл Гріссом і Кетрін Віллоуз, були засновані на аналітиках місцевої злочинності Деніеля Голштейна та Йоланди МакКлері з Департаменту столичної поліції Лас-Вегаса (LVMPD). Перший спин-офф CSI ' другий серіал у рамках франшизи — CSI: Маямі, який тривав десять сезонів з 2002 по 2012 рік і був скасований 13 травня 2012 року. У головних ролях Маямі — Девід Карузо та Емілі Проктер із головним героєм Гораціо Кейн, заснованим на техніці вибухотехнічного відділу поліції Лос-Анджелеса, детектива Джона Хейнса.
У 2004 році CSI: Miami виділила CSI: NY, третю серію у франшизі та єдину непряму спин-офф CSI. Його скасували 10 травня 2013 року після дев'яти сезонів. У серіалі зіграли Гері Сініс, Меліна Канакаредес і Села Уорд. 2014 року CSI виділила CSI: Cyber, другий прямий спин-офф і четверту серію франшизи. Прем’єра Cyber відбулася в 2015 році, а головні ролі зіграли Патрісія Аркетт і випускник франшизи Тед Денсон — єдиний актор, який регулярно з’являвся в більш ніж одному серіалі CSI. Головний герой, Евері Раян, був натхненний кібер-психологом Мері Ейкен, яка була приєднана до серіалу як продюсер. CSI: Cyber було скасовано 12 травня 2016 року
У 2020 році CBS почала розглядати можливість відродження обмеженого серіалу за участю оригінальних акторів CSI:Розслідування місця злочину Вільяма Петерсена та Джоржі Фокса. Згодом це було оголошено зеленим світлом, а 31 березня 2021 року вийшов відеотизер до CSI: Vegas.
Станом на 8 грудня 2021 року, вийшло 807 серій франшизи CSI.

## Огляд
Франшиза CSI доступна на 200 територіях з аудиторією в два мільярди людей. Для ринку були розроблені різні допоміжні продукти, включаючи романи, комікси та комп’ютерні ігри.
Франшиза справила великий культурний вплив. Це породило так званий «ефект CSI», при якому присяжні часто мають необгрунтовані очікування щодо судової експертизи в реальному житті через те, що вони бачили на CSI. Так само, нова популярність судово-медичних драм на телебаченні призвела до збільшення кількості заявок на курси з криміналістики або археології — у Сполученому Королівстві кількість заявок зросла на 30%. Франшиза настільки впливова, що співрозмовник CBS «Як я зустрів вашу маму» рекламував себе як «шоу не про розслідування місця злочину». У певному сенсі франшиза може також задовольнити культурну потребу:
Деякі експерти вважають «ефект CSI» відповідальним за допомогу злочинцям у приховуванні доказів, які можуть бути використані для їхнього відстеження за допомогою прийомів, засвоєних під час перегляду CSI та інших шоу того ж жанру. Дослідження 2018 року не знайшло переконливих доказів існування цього ефекту.

### Серія
CSI:Miami і CSI:Cyber відокремилися від CSI, а CSI:NY відокремилися від CSI: Miami, все через пілотні епізоди в бекдорі. CSI:Vegas був запущений не через пілотний епізод із заднім ходом, а натомість його прем’єра відбулася за 21 рік від  дня запуску CSI: Розслідування місця злочину.

### Хронологія
CSI:Маямі і CSI:Кібер відокремилися від CSI, а CSI:Нью-Йорк відокремився від CSI:Маямі, все через епізоди бекдор-пілоту.
| Серія                        | Телевізійні сезони | Телевізійні сезони | Телевізійні сезони | Телевізійні сезони | Телевізійні сезони | Телевізійні сезони | Телевізійні сезони | Телевізійні сезони | Телевізійні сезони | Телевізійні сезони | Телевізійні сезони | Телевізійні сезони | Телевізійні сезони | Телевізійні сезони | Телевізійні сезони | Телевізійні сезони | Телевізійні сезони | Тривалість            |
| Серія                        | 2000/01            | 2001/02            | 2002/03            | 2003/04            | 2004/05            | 2005/06            | 2006/07            | 2007/08            | 2008/09            | 2009/10            | 2010/11            | 2011/12            | 2012/13            | 2013/14            | 2014/15            | 2015/16            | 2021/22            | Тривалість            |
| ---------------------------- | ------------------ | ------------------ | ------------------ | ------------------ | ------------------ | ------------------ | ------------------ | ------------------ | ------------------ | ------------------ | ------------------ | ------------------ | ------------------ | ------------------ | ------------------ | ------------------ | ------------------ | --------------------- |
| CSI: Місце злочину           | 1                  | 2                  | 3                  | 4                  | 5                  | 6                  | 7                  | 8                  | 9                  | 10                 | 11                 | 12                 | 13                 | 14                 | 15                 | Фінал              |                    | 2000–15               |
| CSI: Місце злочину. Маямі    |                    | Пілот              | 1                  | 2                  | 3                  | 4                  | 5                  | 6                  | 7                  | 8                  | 9                  | 10                 |                    |                    |                    |                    |                    | 2002–12               |
| CSI: Місце злочину. Нью-Йорк |                    |                    |                    | Пілот              | 1                  | 2                  | 3                  | 4                  | 5                  | 6                  | 7                  | 8                  | 9                  |                    |                    |                    |                    | 2004–13               |
| CSI: Кіберпростір            |                    |                    |                    |                    |                    |                    |                    |                    |                    |                    |                    |                    |                    | Пілот              | 1                  | 2                  |                    | 2015–16               |
| CSI: Вегас                   |                    |                    |                    |                    |                    |                    |                    |                    |                    |                    |                    |                    |                    |                    |                    |                    | 1                  | 2021 – теперішній час |

## Персонажі та акторський склад
| Персонаж                         | Серіал | Серіал | Серіал   | Серіал | Серіал | Актор               | Перша поява | Остання поява |  |
| Персонаж                         | CSI    | Маямі  | Нью-Йорк | Кібер  | Вегас  | Актор               | Перша поява | Остання поява |  |
| -------------------------------- | ------ | ------ | -------- | ------ | ------ | ------------------- | ----------- | ------------- |  |
| Гілл Гріссом                     | Main   |        |          |        | Main   | Уільям Петерсен     | 2000        | 2021          |  |
| Кетрін Вілловс                   | Main   |        |          |        |        | Мардж Хелгенбергер  | 2000        | 2015          |  |
| Уорік Браун                      | Main   |        |          |        |        | Гарі Доурдан        | 2000        | 2008          |  |
| Нік Стокс                        | Main   |        |          |        |        | Джорож Ідс          | 2000        | 2015          |  |
| Джим Брас                        | Main   |        |          |        | Guest  | Пол Гуілфойл        | 2000        |               |  |
| Сара Сайдл                       | Main   |        |          |        | Main   | Джорджя Фокс        | 2000        |               |  |
| Грег Сандерс                     | Main   |        |          |        |        | Ерік Шманда         | 2000        | 2015          |  |
| Ел Роббінс                       | Main   |        |          |        |        | Роберт Давід Холл   | 2000        | 2015          |  |
| Софія Кертіс                     | Main   |        |          |        |        | Луїза Ломбард       | 2004        | 2011          |  |
| Девід Ходжес                     | Main   |        |          |        | Guest  | Уолес Лангхем       | 2003        |               |  |
| Райлі Адамс                      | Main   |        |          |        |        | Лаурен Лі Сміт      | 2008        | 2009          |  |
| Раймонд Лангстон                 | Main   | Guest  | Guest    |        |        | Лоуренс Фішборн     | 2008        | 2011          |  |
| Венді Сіммс                      | Main   |        |          |        |        | Ліз Вассей          | 2005        | 2010          |  |
| Девід Філліпс                    | Main   |        |          |        |        | Девід Берман        | 2000        | 2015          |  |
| Д. Б. Расел                      | Main   |        | Guest    | Main   |        | Тед Денсон          | 2011        | 2016          |  |
| Морган Броді                     | Main   |        |          |        |        | Елізабет Харнойз    | 2011        | 2015          |  |
| Джулі Файналі                    | Main   |        |          |        |        | Елізабет Шу         | 2012        | 2015          |  |
| Генрі Ендрюс                     | Main   |        |          |        |        | Йон Веллнер         | 2005        | 2015          |  |
|                                  |        |        |          |        |        |                     |             |               |  |
| Гораціо Кейн                     | Guest  | Main   | Guest    |        |        | Девід Карузо        | 2002        | 2012          |  |
| Коллей Дакусн                    | Guest  | Main   |          |        |        | Емелі Проктер       | 2002        | 2012          |  |
| Ерік Делко                       | Guest  | Main   |          |        |        | Адам Родрігес       | 2002        | 2012          |  |
| Алекс Вудс                       | Guest  | Main   |          |        |        | Ханді Александер    | 2002        | 2009          |  |
| Тім Спідл                        | Guest  | Main   |          |        |        | Рорі Кокрейн        | 2002        | 2007          |  |
| Меган Доннер                     |        | Main   |          |        |        | Кім Делені          | 2002        | 2002          |  |
| Яеліна Салас                     |        | Main   |          |        |        | Софія Мілос         | 2003        | 2009          |  |
| Раян Вульф                       |        | Main   |          |        |        | Джонатан Того       | 2004        | 2012          |  |
| Франк Тріпп                      |        | Main   |          |        |        | Рекс Лінн           | 2003        | 2012          |  |
| Наталія Боа Вішта                |        | Main   |          |        |        | Ева ЛаРуе           | 2005        | 2012          |  |
| Тара Прайс                       |        | Main   |          |        |        | Мегалін Ечікунвоке  | 2008        | 2009          |  |
| Джессі Кардоса                   |        | Main   |          |        |        | Едді Чібрейн        | 2009        | 2010          |  |
| Волтер Сіммонс                   |        | Main   |          |        |        | Омар Бенсон Міллер  | 2009        | 2012          |  |
|                                  |        |        |          |        |        |                     |             |               |  |
| Мак Тейлор                       | Guest  | Guest  | Main     |        |        | Гарі Сайнс          | 2004        | 2013          |  |
| Стелла Бонасера                  |        | Guest  | Main     |        |        | Меліна Канакаредес  | 2004        | 2010          |  |
| Данні Мессер                     |        | Guest  | Main     |        |        | Карміне Джіовінаццо | 2004        | 2013          |  |
| Айден Берн                       |        | Guest  | Main     |        |        | Ванесса Ферліто     | 2004        | 2006          |  |
| Шелдон Хоукс                     |        | Guest  | Main     |        |        | Хілл Харпер         | 2004        | 2013          |  |
| Дон Флак (Дональд Флак Молодший) |        |        | Main     |        |        | Едді Кехілл         | 2004        | 2013          |  |
| Ліндсі Монро                     |        |        | Main     |        |        | Анна Белкнап        | 2005        | 2013          |  |
| Сід Хаммербек                    |        |        | Main     |        |        | Роберт Джой         | 2005        | 2013          |  |
| Адам Росс                        |        |        | Main     |        |        | Ей. Дж. Баклі       | 2005        | 2013          |  |
| Джо Данвілл                      |        |        | Main     |        |        | Села Вард           | 2010        | 2013          |  |
|                                  |        |        |          |        |        |                     |             |               |  |
| Евері Раян                       | Guest  |        |          | Main   |        | Патрісія Аркетт     | 2014        | 2016          |  |
| Елія Мундо                       |        |        |          | Main   |        | Джеймс Ван Дер Бік  | 2015        | 2016          |  |
| Саймон Шіфтер                    |        |        |          | Main   |        | Петер МакНікол      | 2015        | 2015          |  |
| Броді Нельсон                    |        |        |          | Main   |        | Шед Мосс            | 2015        | 2016          |  |
| Даніель Крумітц                  |        |        |          | Main   |        | Чарлі Кунтц         | 2015        | 2016          |  |
| Равен Рамірес                    |        |        |          | Main   |        | Хейлі Кійоко        | 2015        | 2016          |  |
| Д. Б. Раселл                     | Main   |        | Guest    | Main   |        | Тед Денсон          | 2011        | 2016          |  |
|                                  |        |        |          |        |        |                     |             |               |  |
| Максін Робі                      |        |        |          |        | Main   | Паула Н'юсом        | 2021        |               |  |
| Джош Фолсом                      |        |        |          |        | Main   | Метт Лауріа         | 2021        |               |  |
| Алліє Райян                      |        |        |          |        | Main   | Мандіп Діллон       | 2021        |               |  |
| Уго Рамірес                      |        |        |          |        | Main   | Мел Родрігес        | 2021        |               |  |
| Сара Сайдл                       | Main   |        |          |        | Main   | Джорджя Фокс        | 2000        |               |  |
| Гілл Гріссом                     | Main   |        |          |        | Main   | Уільям Петерсен     | 2000        | 2021          |  |
|                                  |        |        |          |        |        |                     |             |               |  |

## Відмінності між серіями

### Лас-Вегас (CSI: Розслідуваннямісця злочину іCSI: Vegas)
Команда з Лас-Вегасу – це перш за все вчені, які слідкують за доказами. CSI LVPD не працюють як поліцейські. Злочини, з якими стикається команда CSI в Лас-Вегасі (крім стандартних вбивств, замахів на вбивство, викрадень та зґвалтування), включають пограбування казино, тіла, поховані в пустелі Невади, та вбивства під час різних конгресів у казино.
Кримінологічна лабораторіяКримінальна лабораторія Департаменту поліції столичного Лас-Вегаса — сучасна лабораторія кримінальної справи, яка має багато (але не будівлю) спільного з Департаментом поліції Лас-Вегаса. Про це повідомляє офіс шерифа. У перших епізодах першого сезону лабораторію часто називають лабораторією кримінальної справи номер два в Сполучених Штатах, розкриваючи справи, які вважаються нерозв’язними. Лабораторія складається зі спеціалізованих лабораторій, більшого офісу (зазвичай використовується наглядачем за могилами), меншого офісу, який використовувала Кетрін Віллоуз між сезонами 5 і 12, роздягальні, кімнати AV, кімнати відпочинку та сходів, що ведуть до другий поверх, житлові контори для вищого персоналу.

### Маямі (CSI: Маямі)
Команда Маямі – це, перш за все, детективи, які переважно використовують теорії для розкриття злочинів. Злочини, з якими стикається команда CSI у Маямі (крім стандартних вбивств, замахів на вбивство, викрадення та зґвалтування), включають торгівлю наркотиками, убитих біженців з Куби, тіла, знайдені викинутими на пляжі та скинуті в Еверглейдс, а також злочини, пов’язані з багатими та відомі, які мають секрети, які ховають у своїх особняках і на пляжі.
Кримінологічна лабораторіяCSI Маямі по-перше, у пілотному ході, розмістилися з шафи з мітлами поруч із загоном MDPD. Їм надали власну будівлю до початку першого сезону. Спочатку темна й технічна будівля містила офіс Гораціо, офіс Меган, спеціалізовані лабораторії та роздягальню. Протягом четвертого сезону урядовий грант означав, що були побудовані похилі скляні стіни, кілька сучасних лабораторій, кімната для допитів і нова роздягальня. Офіс Гораціо не видно після реконструкції лабораторії, хоча було додано найсучасніший балістичний комплекс, який виконував роль офісу Каллі. Лабораторія має посилені вікна та віконниці для захисту від ураганів і цунамі.

### Манхеттен (CSI: NY)
Команда Нью-Йорка однаково є вченими і детективами, і часто використовує кримінальне профілювання (а також докази та теорії) для розкриття справ. Злочини, з якими стикається команда CSI в Нью-Йорку (крім стандартних вбивств, замахів на вбивство, викрадень та зґвалтувань), включають організовану злочинну діяльність, пов’язану з італійською мафією, насильство з вуличними бандами, а також етнічні, культурні та здібні відмінності.
Кримінологічна лабораторіяПротягом першого сезону лабораторія NYPD CSI знаходиться в старій підземній будівлі з сільськими цегляними стінами. У лабораторії знаходиться офіс Мака, роздягальня, кабінет розтину та спеціалізовані судово-медичні лабораторії. Станом на другий сезон лабораторія знаходиться на 35-му поверсі багатоповерхівки на Манхеттені. Оснащена скляними стінами та найсучаснішим обладнанням, ця лабораторія складається з кабінету супервайзера (належить Mac і – на короткий час – Джо), спеціалізованих лабораторій, доріжки для спостереження, кімнати відпочинку та кухні, роздягальня та кабінет, що належить помічнику супервайзера (спочатку Стеллі, потім Джо), що містить додатковий гарячий стіл, яким користуються Гоукс, Денні, Ліндсі та Ейден. Частина цієї другої лабораторії вибухає в фіналі третього сезону «Сніговий день», але відновлюється до початку четвертого сезону.

### Вашингтон, округ Колумбія (CSI: Cyber)
Кібер-команда зосереджується на технічному аспекті злочинів, а судово-медична експертиза NextGen надає їй аналог для розслідування місця злочину в реальному світі. Відділ кіберзлочинності ФБР розслідує кібертероризм, вбивства, пов’язані з Інтернетом, шпигунство, комп’ютерні вторгнення, серйозне кібершахрайство, кіберкрадіжки, злому, сексуальні злочини, шантаж та будь-які інші злочини, які вважаються пов’язаними з кібер-злочинами ФБР. юрисдикція.
'Підрозділи'— Відділ кіберзлочинності Відділ кіберзлочинності ФБР працює у Вашингтоні, округ Колумбія, і розміщується в Центрі операцій з кіберзагрозами. CTOC складається з офісу Раяна, офісу Расела, комунікаційної ручки, де розміщені столи Круміца, Нельсона та Раміреса, кіберлабораторії, скляної доріжки та «кімнати демонтажу». Через їхню кочову природу команду часто можна побачити, що опитує підозрюваних у різних офісах ФБР і поліцейських відділах.
— Відділ кіберкриміналістики нового поколінняВідділ кіберкриміналістики наступного покоління — це лабораторна установа в рамках Відділу кіберзлочинності, яка використовується для обробки доказів у справах, пов’язаних із кібер.

## Основні музичні теми
Початковими темами всіх п'яти серій є ремікси на пісні у виконанні The Who.
| Серія                            | Пісенний мотив          |
| -------------------------------- | ----------------------- |
| CSI: Місце злочину та CSI: Vegas | "Хто ти"                |
| CSI: Маямі                       | "Знову вас не обдурять" |
| CSI: Нью-Йорк                    | "Баба О'Райлі"          |
| CSI: Кібер                       | "Я бачу за Майлз"       |

## Кросовери
Кросовер можливий як між серіями CSI, так і з іншими програмами в рамках однієї творчої стабільності. Між серіями естафета передається новій серії CSI через кросовер/ пілот, де випадки накладаються, а персонал ділиться. У двох серіалах знялося багато акторів. П'ять акторів з'явилися в трьох: Девід Карузо, Лоуренс Фішберн і Гарі Сініс з'являлися в CSI, CSI: Маямі і CSI: NY, а Тед Денсон з'явився в якості запрошеної зірки в CSI: NY і в серіалі, постійний на CSI і CSI. CSI: Cyber, що робить його першим актором, який стане головним героєм більш ніж в одному серіалі CSI. Перед тим як стати постійним гравцем «Денні Мессера» в CSI: NY, Карміне Джовінаццо грав невелику роль «Тампі Джі» в епізоді CSI, що зробило його єдиним виконавцем головної ролі, який зіграв двох персонажів у франшизі. Кросовери також іноді відбувалися між серією CSI і серією за межами франшизи.

### З іншими серіями
| Кросовер між | Кросовер між      | Епізод                                                                               | Тип                | Актори перетинаються                                                | Дата виходу в ефір                    |
| Серія А | Серія В           | Епізод                                                                               | Тип                | Актори перетинаються                                                | Дата виходу в ефір                    |
| --- | ----------------- | ------------------------------------------------------------------------------------ | ------------------ | ------------------------------------------------------------------- | ------------------------------------- |
| CSI: Нью-Йорк | Мертва справа     | «Холодне відкриття» (CSI: NY 3,22)                                                   | Поява в гостях     | Серія А: Денні Піно                                                 | 2 травня 2007 року                    |
| Коли ДНК Стелли Бонасери збігається з доказами, знайденими під час розслідування «Холодної справи» у Філадельфії, детектив Скотті Валенс відвідує нью-йоркську лабораторію злочинності, щоб виключити її як підозрювану у вбивстві. |                   |                                                                                      |                    |                                                                     |                                       |
| CSI | Без сліду         | " Хто і що " (CSI 8.06) " Де і чому " (Без сліду 6.06)                               | Двогодинний захід  | Серія А: Ентоні ЛаПалья Серія B: Вільям Петерсен                    | 8 листопада 2007 року                 |
| Джек Мелоун об'єднує зусилля з Гріссомом, щоб відстежити серійного вбивцю, оскільки хлопчик, який був викрадений у Нью-Йорку за шість років до того, збігається з профілем жертви вбивства в Лас-Вегасі. Вони двоє встановлюють модель поведінки вбивці, щоб вистежити його. |                   |                                                                                      |                    |                                                                     |                                       |
| Два з половиною чоловіки | CSI               | «Риба в шухляді» (Два з половиною чоловіки 5.17) «Дві з половиною смерті» (CSI 8.16) | Обмін сценаристами | Серія А: Джордж Ідс Серія B: Чарлі Шин, Джон Крайер, Ангус Т. Джонс | 5 травня 2008 року 8 травня 2008 року |
| Сценаристи двох шоу помінялися ролями. Джордж Ідс з'являється в «Рибі в шухляді» як гість на весіллі, коли чоловіка знаходять мертвим, можливо, вбитим. У «Дві з половиною смерті» Гріссом розслідує смерть примадонни ситкому, яка знімала в Лас-Вегасі. Шин, Крайер і Джонс з'являються в однаковому одязі з «Риби в ящику». |                   |                                                                                      |                    |                                                                     |                                       |
| CSI | Розрушувачі міфів | «Теорія всього» (CSI 8.15) «Вогняна куля-шокер» (Руйнівники міфів 8.10)              | Поява камео        | Серія А: Джеймі Хайнеман, Адам Севідж                               | 1 травня 2008 року 2 червня 2010 року |
| Команда розслідує безліч випадків, які виявляються пов’язаними, включаючи смерть людини, яка могла спонтанно загорітися в поліцейському утриманні через комбінацію двох імовірно нелетальних видів зброї: перцевого балончика і електрошокера. Хайнеман і Севідж з’являються в «Теорії всього» як лаборанти, які спостерігають, як Нік перевіряє ідею, а потім розрушники міфів самі серйозно перевіряють її і вважають її правдоподібною. |                   |                                                                                      |                    |                                                                     |                                       |

## Телефільми Великобританії
У Великій Британії Channel 5 об’єднав пов’язані епізоди, щоб створити єдиний сюжет. До них належать:
| Серія              | Назва                                 | Епізоди, змонтовані разом                                                           | Тривалість |
| ------------------ | ------------------------------------- | ----------------------------------------------------------------------------------- | ---------- |
| CSI: Місце злочину | Пілотний фільм CSI                    | «Пилот» / «Крута зміна»                                                             |            |
| CSI: Місце злочину | Фільм CSI: серйозна небезпека         | «Серйозна небезпека (Частина 1)» / «Серйозна небезпека (Частина 2)»                 |            |
| CSI: Місце злочину | Фільм CSI: Куля                       | «Крізь нього проходить куля (частина 1)» / «Крізь нього проходить куля (частина 2)» | 110 хв     |
| CSI: Місце злочину | Фільм CSI: Bang-Bang                  | "Bang-Bang" / "Way To Go"                                                           | 110 хв     |
| CSI: Місце злочину | Фільм CSI: створений для вбивства     | "Створений для вбивства (Частина 1)" / "Створений для вбивства (Частина 2)"         | 110 хв     |
| CSI: Місце злочину | Фільм CSI: Доктор Хто і містер Джекіл | «Доктор Хто» / «М'ясний Джекіл»                                                     | 105 хв     |
| CSI: Місце злочину | Фільм CSI: Безсмертя                  | «Безсмертя частина I» / «Безсмертя частина II»                                      | 87 хв      |
| CSI: Маямі         | Фільм CSI: Криза                      | «Нічійна земля» / «Людина вниз»                                                     | 105 хв     |
| CSI: Маямі         | Фільм CSI: Fallen                     | «Всі падають» / «Впали»                                                             | 105 хв     |
| CSI: Нью-Йорк      | Фільм CSI: Помста                     | «Нічого за щось» / «Довічний вирок»                                                 | 100 хв     |

Також Channel 5 іноді групує епізоди на подібні теми разом, наприклад:
- Психопати під назвою «CSI: Psycho Season» – епізоди включають таких персонажів, як Пол Мілландер, Нейт Хаскелл («Вбивця Діка та Джейн») та Чарлі ДіМаса (доктор Джекіл) із CSI ; Антоніо Ріаз, Уолтер Резден і Клаво Круз з CSI: Маямі ; і Шейн Кейсі, Клей Добсон, Холліс Екхарт (Вбивця з компаса) і Вбивця таксиста з CSI: NY.
- Home Invasion Murders – епізоди включають «Краплі крові» та «Краплі ясен» від CSI, «Бойня» від CSI: Маямі, а також «Проклятий, якщо ви це зробите» і «Хто там?» від CSI: NY.
- Вбивства поліцейських під назвою «CSI: Cops in Crisis» — епізоди включають «Cop Killer» із CSI: Miami, а також епізоди, де вбивають звичайних персонажів CSI, таких як Уоррік Браун, Тім Спідл, Ейден Берн та Джессіка Енджелл.
- Домашні вбивства між парами під назвою «CSI: Вбивство та подружжя» – епізоди включають «Just Murdered» та «Divorce Party» з CSI: Miami.
- Гостьі знаменитості під назвою "CSI: Celeb", включаючи епізоди з Джастіном Бібером, Тейлор Свіфт і Кім Кардашьян, серед інших.
- Епізоди на різдвяну тематику під назвою «Різдво CSI» – епізоди включають «The Lost Reindeer» від CSI та «Silent Night», «Forbidden Fruit», «Second Chances» та «Shop Till You Drop» від CSI: NY. Також 5 канал може включати епізоди на різдвяну тематику з інших кримінальних драм, таких як франшиза <i id="mwBlI">NCIS</i> та Castle.

## Інші медіа

### Комікси
На основі всіх трьох серій вийшла низка коміксів, які опублікувала IDW Publishing. Серед сценаристів Джефф Маріотт і Макс Аллан Коллінс.

### Ігри
Франшиза CSI породила 11 комп’ютерних ігор, опублікованих Ubisoft у трьох шоу.
Gameloft також опублікував серію мобільних ігор на основі серії CSI, включаючи CSI: The Mobile Game (Вегас) і CSI: Miami.
Крім того, вийшло кілька настільних ігор і головоломок, основаних на всіх трьох сериях, і всі вони опубліковані канадським виробником ігор Specialty Board Games, Inc. [Архівовано 7 травня 2009 у Wayback Machine.] У 2011 році настільну гру CSI випустила інша канадська компанія, GDC–GameDevCo Ltd. Це перша гра, яка включає всі три шоу CSI.
Ігровий автомат у пінбол під назвою CSI: Crime Scene Investigation випустили 2008 року

### Експозиції
Чиказький музей науки та промисловості відкрив виставку на честь CSI 25 травня 2007 року під назвою «CSI: Досвід». У жовтні 2011 року воно вийшло на Discovery Times Square в Нью-Йорку. На вебсайті також є гра, де ви навчаєтесь судовій біології, аналізу слідів зброї та знарядь, токсикології та розтину.

### Романи
За мотивами серіалу з’явилися різні пов’язані романи. Серед авторів — Макс Аллан Коллінз (CSI: Розслідування місця злочину), Донн Кортез (CSI: Маямі), Стюарт Камінскі (CSI: Нью-Йорк) і Кіт Р.А. ДеКандідо (CSI: Нью-Йорк).

### Журнал
Починаючи з листопада 2007 року Titan Magazines випустили 11 випусків CSI Magazine. Вони містили суміш сюжетів та інтерв’ю, що розглядають світ трьох CSI та людей, які допомагають його створювати. Вони були доступні у Великобританії та США.

### Іграшки
Розроблено цілий ряд іграшок. До них належать:
- " CSI : Криміналістична лабораторія"
- " CSI : Лабораторія ДНК"
- " CSI : Судова експертиза обличчя"

Однак вони були джерелом деяких суперечок. Рада батьківського телебачення, які скаржилися на CSI загалом, у 2004 році оприлюднила заяву, спрямовану спеціально на іграшки. PTC розсилав листи своїм прихильникам, розповідаючи, що вміст ігор є абсолютно неприйнятним для дітей, «оскільки у франшизі CSI часто відображаються графічні зображення, включаючи крупні плани трупів з вогнепальними пораненнями та іншими кривавими пораненнями. " Далі в листі говорилося, що "PTC не вважає, що цього року відтворення крові, нутрощів і запеків має бути під дитячою ялинкою", - підсумував PTC. «Ця так звана «іграшка» є відвертою спробою продати CSI та його контент, орієнтований на дорослих, безпосередньо дітям».
Закликаючи членів подати скаргу до Федеральної торгової комісії, PTC сказав, що материнська компанія CBS Viacom повинна почути батьків, які стурбовані «графічними сценами крові, насильства та сексу» в їхньому продукті. Вони також попросили своїх прихильників зв’язатися з Target and Toys "R" Us.

## Світовий рекорд
4 березня 2015 року продюсери оголосили про наміри побити Книгу рекордів Гіннеса за найбільшу телевізійну драму з одночасною трансляцією, а епізод «Кітті» вийшов у 150 країнах на додаток до цифрового потокового трансляції. Їм вдалося побити рекорд, провівши пілот CSI: Cyber ' 171 країні.

## Документальні фільми
Через популярність франшизи CSI у Великобританії, Channel 5 створив два документальні фільми про CSI. Перший під назвою The Real CSI розповідає про реальних слідчих, які працюють на місці злочину. Другий документальний фільм True CSI показує правдиві історії про те, як криміналістична наука допомогла розкрити деякі з найвідоміших у світі злочинів. У справжньому CSI були актори, які відтворюють злочин, а також інтерв’ю з людьми, які брали участь у розкритті злочинів. Серед представлених футлярів був футляр Сема Шеппарда.
На початку 2007 року британський канал ITV1 транслював спеціальний свій флагманський документальний фільм «Сьогодні ввечері» з Тревором Макдональдом, в якому обговорювалися наслідки «ефекту CSI», підкреслюючи вплив не тільки франшизи, але й кількох інших процедур британської та американської телевізійної поліції.
Популярність серіалу також породила телевізійні / документальні програми на основі судової експертизи, зокрема The First 48 від A&E та North Mission Road truTV.
У квітні 2012 року PBS ' Frontline випустила в ефір документальний фільм під назвою «The Real CSI», який досліджує обмеження методів CSI у криміналістичній науці.

### Подальше читання
Окрім вигаданих книг, заснованих на франшизі, також було опубліковано ряд посібників:
- Флаерті, Майк і Корін Маррінан (вересень 2004 р.). CSI: компаньйон з розслідування місця злочину. Кишенькові книжки,ISBN 0-7434-6741-8.
- Маррінан, Корінн і Стів Паркер (жовтень 2006 р.). Ultimate CSI: Розслідування місця злочину. Дорлінг Кіндерслі,ISBN 1-4053-1672-1.
- Кортес, Донн і Лія Вілсон, ред. (грудень 2006 р.). Розслідування CSI: несанкціонований погляд усередину злочинних лабораторій у Лас-Вегасі, Маямі та Нью-Йорку. Серія Smart Pop, BenBella Books,ISBN 1-932100-93-8
- Аллен, Майкл (серпень 2007 р.). Читання CSI: Кримінальне телебачення під мікроскопом. І. Б. Тавріс,ISBN 1-84511-428-0.
- Кохан, Стівен (грудень 2008 р.). CSI: Розслідування місця злочину. BFI TV Classics, BFI Publishing,ISBN 1-84457-255-2.